# Breu (médecine)
Le breu est en Amazonie une résine (oléorésine) récoltée sur certains arbres (de la famille des Burseraceae, famille qui contient aussi Commiphora myrrha, l'arbre à myrrhe) récoltée comme médicament traditionnel, pour notamment traiter les maux de tête et migraines.

## Utilisations
Traditionnellement, le malade inhale la fumée produite par la combustion de la résine.
La combustion générant aussi des molécules indésirables (dont cancérigènes), des chercheurs ont testé (au Brésil, en 2017) la nébulisation d'huiles essentielles de breu en chambre d'inhalation. Ces huiles se sont montrées antinociceptives et anti-inflammatoires chez des souris exposées durant 20 minutes à cette nébulisation mais pas efficacement sédatives. 
Des analyses ont montré que la nébulisation n'a pas altéré la composition chimique des huiles essentielles d'origine.